# Rohrhardsberg
El Rohrhardsberg es un monte en Baden-Wurtemberg, Alemania.